# Alter Friedhof (Greifswald)
Der Alte Friedhof ist ein unter Denkmalschutz stehender Friedhof der Hansestadt Greifswald, der zu den ältesten planmäßig gestalteten Friedhofsanlagen Pommerns gehört. Der 4,4 Hektar große Friedhof befindet sich in der Mühlenvorstadt zwischen dem Ryck und der Wolgaster Straße.

## Geschichtlicher Überblick
Durch Erlasse des schwedischen Königs Gustav III. von 1778 und der französischen Besatzung von 1808 wurden in Schwedisch-Pommern Bestattungen innerhalb von Kirchengebäuden und Stadtmauern untersagt. Die Greifswalder Bürgermeister Heinrich Julius Roggenbau und Johann Hermann Odebrecht ließen 1810 das Verbot der Begräbnisse in Kirchen und auf den Kirchhöfen im Inneren der Stadt bekannt geben. In den Jahren 1812 und 1813 wurde mit der Herstellung eines Begräbnisplatzes in der Mühlenvorstadt begonnen. Dazu wurde eine Lehmgrube der Stadtziegelei mit Erde von den Wallanlagen und einer Bastion der Greifswalder Stadtbefestigung aufgefüllt. Zum Transport des Materials wurden circa 24.000 Fuhrwerksfahrten durchgeführt.
Der Friedhof wurde nach Plänen des Universitätsbaumeisters Johann Gottfried Quistorp angelegt. Vorbild war der Neue Begräbnisplatz in Dessau, einer der ersten kommunalen Friedhöfe Deutschlands. Für die erste Umfassungsmauer wurden zwischen 1815 und 1817 Steine des früheren Fleischertores, der ehemaligen Gertrudenkapelle und des Heilig-Geist-Hospitals verwendet.
Die Anlage wurde symmetrisch in Form eines Griechischen Kreuzes gestaltet. An den Friedhofsmauern wurden 16 Gruftkammern errichtet, die als Ersatz für bisher in den Greifswalder Kirchen gelegene Erbbegräbnisse dienten.
Am 13. September 1818 wurde der Greifswalder städtische Friedhof durch Johann Christoph Ziemssen, den Generalsuperintendenten von Pommern, eingeweiht. Auf einem Rondell in der Mitte wurde zwischen 1821 und 1826 eine achteckige Kapelle, die zu den frühesten neugotischen Sakralbauten gehörte, nach dem Entwurf von Gottlieb Giese errichtet.
Trotz Mehrfachbelegung der Grabstellen und einer von 1851 bis 1853 erfolgten Erweiterung nach Norden musste der Friedhof 1864 wegen Überfüllung geschlossen werden. Stattdessen wurde der an der Grimmer Straße gelegene Neue Friedhof genutzt. In den Jahren 1869 und 1870 wurde die heutige neugotische Mauer aus gelbem Backstein gebaut. Nach einer Erweiterung in nördlicher und östlicher Richtung wurde der Alte Friedhof ab 1886 in begrenztem Umfang wieder mit genutzt. Der Stadtbaumeister Friedrich Johannes Haas begann 1889 mit der Umgestaltung des Friedhofes in eine Parkanlage. Es wurden Wege angelegt, meist in nordsüdlicher Richtung, über die fast alle Grabstellen erreicht werden konnten. An den Hauptwegen wurden Eiben gepflanzt, die diesen mittlerweile die Gestalt von Alleen geben.
Zu Zeiten der Deutschen Demokratischen Republik sollte der Friedhof aufgegeben und in einen Stadtpark umgewandelt werden. Daher wurde 1986 auch die baufällige Grabkapelle abgerissen. 1991 entschied die Greifswalder Bürgerschaft den Alten Friedhof zu erhalten. Seit dieser Zeit werden ausschließlich Urnenbestattungen durchgeführt.
Seit 2005 bemüht sich ein Förderverein um die Erhaltung der Anlage. Zu den vorrangigen Aufgaben gehört die Sanierung der noch vorhandenen, meist stark baufälligen Gruftkapellen.

## Grabdenkmäler
Im Laufe der über einhundertjährigen Benutzung des Alten Friedhofs sind eine Vielzahl von unterschiedlichen Grabdenkmälern entstanden. Die Spannbreite der Grabdenkmalsformen reicht von Mausoleen über Obelisken, Urnen und Erdkreuze bis hin zu Monolithen und Stelen.

### Mausoleen
Bei den heute noch erhalten gebliebenen sieben Mausoleen fällt auf, dass diese allesamt an der Innenseite der Friedhofsmauer errichtet wurden. Barbara Happe spricht bei dieser typischen Verteilung von Grabstätten auf deutschen Friedhöfen des frühen 19. Jahrhunderts von einer „Verbannung der Denkmäler an die Peripherie und hier zunächst an die Mauer“. Dies hat wohl mehrere Ursachen, vor allem spielen dabei logistische und Repräsentationsgedanken eine Rolle. Am Rande der vier Begräbnisfelder, ausgestattet mit eigenen Zugängen und zudem noch in regelmäßigem Abstand, blockierten diese größeren Anlagen weder die Abläufe auf den Friedhöfen noch den Zugang zu den Reihengräbern, außerdem machen sie diesen durch die räumliche Trennung den Platz nicht streitig. Dass ebenso besonderer Augenmerk auf die Repräsentativität der Architekturen gelegt worden ist, zeigen ihre Ausrichtung zum Friedhof hin – die Zugänge wurden somit zu Schauseiten – und ihre dadurch erreichte monumentale Wirkung auf den Friedhofsgänger. Durch die Separation von den Reihengräbern konnte auch nach dem Tode auf Standesunterschiede geachtet werden, ganz so wie es seit Jahrhunderten in den Kirchen und auf den Kirchhöfen der Fall gewesen ist. Noch 1891 verbot es die Kommune, eine massive Grabgruft innerhalb der Reihengräberfelder zu errichten, und zwar aus ästhetischen, aber auch aus pragmatischen Gründen. Interessant ist in diesem Zusammenhang weiterhin, dass die Stadtverwaltung durch die Errichtung eines „Muster-Mausoleums“ 1819 kurz nach der Einweihung des Friedhofs normativ in den Gestaltungsprozess der Erbbegräbnisse eingriff, man wünschte sich also eine einheitliche Wirkung der Anlage und eine Regulierung des Bautriebes nach eigenen Vorstellungen. Entworfen und errichtet wurde diese „Standardkapelle“ vom Bauschreiber Petzold aus Greifswald.
Balzer Peter von Vahl (1755–1825) ließ 1823 ein Erbbegräbnis für seine Familie anlegen, später heirateten seine Töchter in die Familie Gesterding ein, so dass deren Mitglieder hier ebenfalls begraben wurden. Das Mausoleum ist von streng-monumentaler Erscheinung und klarer Struktur. Über dem rechteckigen Unterbau wurde ein Dreiecksgiebel aufgesetzt. Die Vorderseite wird von mehreren Bogenformen gegliedert, die nach innen hin immer kleiner werden. Der äußere Bogen ist mit abgesetzten Keilsteinen in parataktischer Abfolge gestaltet, wobei die oberen die Wappen der Familien von Vahl und Gesterding tragen. Zusätzlich waren bis zur letzten Restaurierung Terrakottarosetten an der Außenwand angebracht, welche einen farblichen und gestalterischen Kontrast zur Strenge des Grabbaus hervorbrachten – heute jedoch fehlen. Statt einer Eingangspforte ist in der Mitte des Mausoleums eine Inschriftentafel angebracht, welche die Namen, die Lebens- und Sterbedaten sowie die gesellschaftliche Stellung der Begrabenen nennt. Neben Peter von Vahl, dem königlich-schwedischen Kommerzienrat und Gutsbesitzer, liegt hier zudem Carl Gesterding (1774–1843), Bürgermeister der Hansestadt Greifswald. Vorbildlich für diese Art von Grabmalskunst haben vor allem die Mausoleen des beginnenden Klassizismus in Preußen gewirkt, welche von Friedrich Gilly schon Ende des 18. Jahrhunderts auf preußischen Friedhöfen gebaut worden waren, so das Grabmal für C.G. Luft auf dem Friedhof der Jerusalemer und Neuen Kirche in Berlin von 1794. Man muss also feststellen, dass das Vahl-Gesterding-Mausoleum mit seiner Entstehungszeit um 1823 eine späte Rezeption dieser antikennahen Strömung darstellt.
Ähnlich in Form und Gestaltung ist das Monument für den Baron Wilhelm von Klot-Trautvetter (1788–1857) gestaltet worden. Es wurde 1853 errichtet. Im Vergleich zum Vahl-Gesterding-Mausoleum treffen wir hier nochmals auf eine Reduzierung und Vereinfachung der Architektur, der Bau folgt also einem gängigen Typus der klassizistischen Sepulkralarchitektur des frühen 19. Jahrhunderts in Europa. Das Mausoleum kennzeichnet einen absoluten Verzicht auf Bildwerke oder Ornamentik. Der gesamte Bau ruht auf einem niedrigen Sockel und ist als Kubus geformt. Eine zweiflügelige Tür schafft den Zugang zur Gruft. Obwohl die Abwesenheit von Säulen oder Pilastern im Sinne Vitruvs konstatiert werden muss, griff der Künstler dennoch auf Elemente der Säulenordnungen zurück. So sind zum Beispiel die Rahmenprofile der Tür antikischer Art. Zur Formensprache der Säulenordnungen zählt auch das dreiteilige Gebälk, welches dem Bau eine starke Festigkeit und Abgeschlossenheit verleiht: Architrav, ein breiterer Fries und ein ausladendes Kranzgesims. Der sich nach oben hin verjüngende, turmartige Aufbau ist ebenfalls als eine Folge von antiken Gebälken zu verstehen. Der schlichte und einfache Dekor des Baus entspricht seinem Zweck als Begräbnisstätte, die Würde des Toten wird vor allem über die monumentale Gestaltung der kubischen Grundform architektonisch sinnfällig gemacht.
Das Mausoleum der Brüder Lorenz Wilhelm und Gabriel Peter von Haselberg befindet sich in einem sehr schlechten Zustand. Der Architekt griff bei der Gestaltung des Monuments auf den Formenschatz der Antike zurück und gliederte die Front mit einer vollständigen toskanischen Ordnung, worauf beim vorhergehenden Beispiel verzichtet worden ist. Durch die paarweise Anordnung der Halbsäulen in schmalen Travéen links und rechts neben dem Portal wird auf die Form eines römischen Triumphbogen verwiesen. Über dem Segmentbogenportal wird das zweiteilige Gebälk aus der horizontalen Linie herausgehoben und setzt den Bogen des Portals fort – damit wird die strenge Erscheinung des Mausoleums ein wenig gemildert. Aussagen über den Dachaufbau und den vertikalen Abschluss können aufgrund des Bauzustandes nicht getroffen werden.

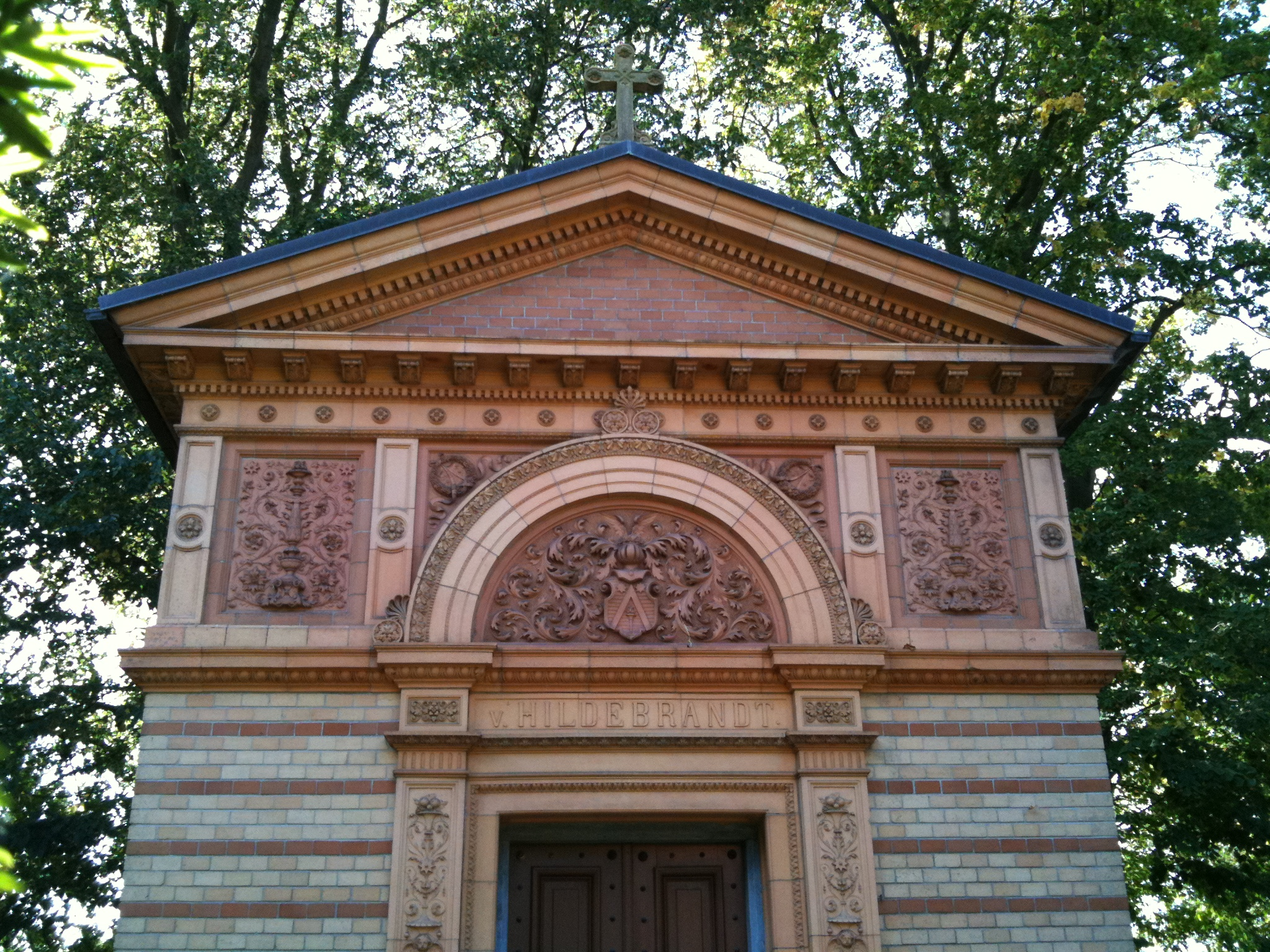
Mausoleum der Familie von Hildebrandt in Dänischenhagen, errichtet 1884

Zwei weitere Mausoleen aus dem 19. Jahrhundert sollen die Vielfalt in der Auffassung von Sepulkralarchitektur beispielhaft aufzeigen, denn beide stehen nun nicht mehr in der Tradition der monumental-schlichten Grabanlagen des Berliner Klassizismus eines Gillys oder Schinkels, sondern für den eklektischen Historismus, der in der Grabmalskunst deutlich spürbar ist. So griff der Architekt des Mausoleums für den Freimaurer Ferdinand Karl Friedrich Schütze (1815–1899) von 1886 vor allem auf italienische Vorbilder aus der Zeit der Renaissance zurück. Reliefdarstellung von freimaurerischen Symbolen finden sich in den Intervallen zwischen den Triglyphen des Frieses. Ein ähnliches Beispiel findet sich in Dänischenhagen, Schleswig-Holstein, errichtet 1884 für die Familie von Hildebrandt.
Im völligen Gegensatz dazu ist das Mausoleum für Theodor Pyl (1826–1904) und Emanuel Friedrich von Hagemeister (1764–1819) zu sehen. Es ist ein schmaler Backsteinbau mit Satteldach und einem Ziergiebel an der Eingangsseite. An der Längsfront ist eine Dedikationstafel angebracht, die den Stifter und die zu Ehrenden nennt. Obwohl der Architekt mit der Wahl des mittelalterlichen Baumaterials und dem Wappen über dem Portal einen mittelalterlichen Eindruck zu erwecken versuchte, ist die Verwendung von kreisrunden Okuli (für die Belüftungsschlitze) frühneuzeitlich. Vermutlich befanden sich an den Seiten und auf dem Dreiecksgiebel Fialen, die aber heute fehlen. Das Mausoleum Hagemeister-Pyl ist auf dem Alten Friedhof eine bemerkenswerte Ausnahmeerscheinung, und das nicht nur wegen seiner architektonischen Gliederung: es ist nicht, wie die anderen besprochenen Beispiele, an der Innenseite der Umfassungsmauer erbaut, sondern am Rande eines Binnenquadrates; und es wurde nicht zum Rundweg hin ausgerichtet, sondern auf die Rasenfläche hin. Warum die Drehung der Grabkapelle in diese Richtung erfolgte, muss offenbleiben. Vielleicht steht hinter der Aufnahme neogotischer Gestaltungsprinzipien eine betont christlich-sakrale Komponente, die wir auf der gestalterischen Ebene bei den Mausoleen des frühen 19. Jahrhunderts kaum noch beobachten konnten, da sich diese vor allen Dingen an antiken Vorbildern orientierten. Außerdem ist Theodor Pyl mit seinen umfangreichen Arbeiten zur Greifswalder Kirchen- und Stadtgeschichte bekannt geworden, eventuell spiegelt sich seine Leidenschaft für die Historie und die Architektur und Kunst des Mittelalters korrespondierend in seinem Mausoleum wider. Durch seine backsteinsichtige Architektur und seine mittelalterlichen Detailformen nähert sich das Grabmal Hagemeister-Pyl an die Friedhofskapelle von Giese an. Wie alle anderen Mausoleen auch erfüllt jenes von Hagemeister-Pyl sowohl die Aspekte Totengedenken, Repräsentation als auch Appell an die Nachwelt. Doch die Differenzen zwischen dem Grabmal Hagemeister-Pyl und den übrigen Erbbegräbnissen sind nicht ausschließlich auf der stilistischen Ebene festzumachen: Während es den anderen Familien offensichtlich darauf ankam, auch nach dem Tode auf die Standesunterschiede zu achten, und sie deswegen am Rande des Friedhofs in eigenen Parzellen bestattet wurden, errichtete man die neogotische Anlage auf einem der vier Rasenquadrate, die eigentlich für die niederen Schichten vorbehalten waren – ob darin eine besondere Volksnähe, eine reformiert-bürgerliche Sichtweise auf die nivellierte ständische Gesellschaft zu sehen ist oder schlichtweg pragmatische Gründe für die Ortswahl ausschlaggebend waren, wäre noch zu prüfen. Memmesheimer geht beispielsweise davon aus, dass die „Grabmalstypen nicht an bestimmte Stände gebunden waren“, was für Greifswald auf Grundlage der bisherigen Ergebnisse nicht zutreffend ist.

### Andere Grabmonumente: Obelisk, Kreuz, Feldstein
Den größten Teil der Gräber auf dem Alten Friedhof bilden nicht Mausoleen, sondern einfachere Erdgräber. Dennoch variieren diese hinsichtlich Form, Gestalt und Anspruch teilweise erheblich. Als Grundformen haben sich vor allem der Obelisk beziehungsweise der Pylon, das gusseiserne Kreuz und der Feldstein respektive Monolith herauskristallisiert, wobei es bemerkenswerte Ausnahmen gibt.
Der Obelisk scheint über das gesamte 19. Jahrhundert verteilt eine gängige Gestaltungsform von Gräbern des Greifswalder Alten Friedhofs gewesen zu sein. Dieses altägyptische Motiv gelangte ebenfalls durch die Auseinandersetzung des Klassizismus mit der antiken Baukunst in den Bereich der Sepulkralarchitektur, oft als Bedeutungsträger für Ernst, Würde, Strenge, Festigkeit und Dauerhaftigkeit. Beispielhaft sind dafür die Stelen von Caroline (1806–1890) und Georg Friedrich Schoemann (1793–1873): über einem Sockel aus grauem Granit erhebt sich der Unterbau des Pylons, meist ein quadratischer Block aus dem gleichen Material. Nochmals mit einer Vertiefung davon abgesetzt, lagert darauf dann der eigentliche Obelisk, der die eingemeißelte Inschrift trägt. Nach oben hin wird die Figur durch Zuspitzung abgeschlossen. Nach diesem Muster sind eine Vielzahl von Gräbern gestaltet worden.
Daneben machen gusseiserne Kreuze statistisch gesehen einen großen Anteil an Grabgestaltungen aus. Es sind Beispiele aus den 1830er, 1840er und 1850er Jahren auf dem Alten Friedhof erhalten. Dabei zeigt sich eine Konzentration der Denkmäler vor allem um die Jahrhundertmitte, wobei sich die Größe und Gestalt der Kreuze nur wenig geändert hat. Als besonders gelungenes Beispiel sei hier das Grab der Uhrmacherwitwe Diederich aus dem Jahre 1845 genannt. Das Kreuz ruht auf einem kleinen Sockel unmittelbar über der Erde. Im Schnittpunkt von Kreuzarmen und -balken ist die Inschrift angebracht. Die Enden des Kreuzes sind mit antikischen Palmettenformen gestaltet. Dem Künstler ist es hier also gelungen, eines der urchristlichen Symbole mit den Gestaltungsmoden der Zeit zu kombinieren. Dabei entstand eine Mischung aus der schlichten und einprägsamen Großform des Kreuzes und den schmückenden Details des späten Klassizismus.
Eine genuin klassizistische Form der Grabmalskunst sind Urnengrabmäler, wie Gottfried Schadows Denkmal für den Schauspieler Johann Fleck von 1803. In Greifswald stehen dafür exemplarisch das – heute nur noch fragmentarisch erhaltene – Monument für den Bürgermeister Carl Päpke (1797–1858), gestiftet von Freunden, vermutlich in den späten 1860er Jahren. Auf einem sockelartigen Unterbau mit Inschriftentafeln und großer, profilierter Deckplatte war vermutlich eine Urne angebracht. Die Tradition des Urnengrabmals wurde in Greifswald noch nach der Jahrhundertwende gepflegt. Das beweist das Grabmal für Willy Gerding (1879–1917), auch er, wie Päpke vor ihm, Bürgermeister der Stadt Greifswald (1910–1917). Die betont strengen geometrischen Formen des Unterbaus bilden in ihrer rötlichen Farbgebung und glänzender Polierung einen gelungenen Gegensatz zur rundlichen Urne, welche in einem matten Grünton geschliffen wurde. Dezente Ornamentierungen am Halsbereich des Sockels bzw. der Totenvase und die edlen Materialien zeigen den Einfluss des Jugendstils an diesem vornehmen Beispiel eines Urnengrabes vom Anfang des 20. Jahrhunderts. Beim Grabmal der Familie Lucht von 1913, deren berühmtester Vertreter der Greifswalder Universitätsbaumeister Ernst Lucht (1871–1934) war, spürt man ebenso noch die Nachklänge des Jugendstils, wie den dekorativ aufgefassten Rahmen am oberen Rand des Denkmals. Nur zwei Jahre älter ist die Stele für den Mediziner Paul Strübing (1852–1915), die eine ähnliche Grundform aufweist: ein sich nach oben verjüngender rechteckiger Block auf einem Sockel, dessen Abschluss ein geschweifter Rahmen bildet. Noch zu erwähnen ist hierbei eine Aushöhlung des Grabsteins im Kopfbereich. Dort hat der Künstler eine tiefe Nische aus dem Block geschält und mit einem zweiten Rahmen umfasst, die untere Seite wird zudem von einer Volute in Muschelform begrenzt, sodass der Eindruck eines kleinen Beckens entsteht. Ob es vielleicht zur Aufnahme von Wasser oder Gegenständen (Kerzen) diente, muss an dieser Stelle offenbleiben.
Einen großen Bereich der Greifswalder (Grab-)Denkmäler machen Monolithe aus. Oftmals wurden hierzu eiszeitliche Findlinge verwendet und mit einer Inschrift – in den Stein gemeißelt oder auf einer darauf angebrachten Tafel – versehen. Die Hanse- und Universitätsstadt Greifswald besitzt eine regelrechte Tradition von Findlingsdenkmälern, Zeugnisse dafür sind unter anderem an den innerstädtischen Wallanlagen vorhanden, am Nexö-Platz oder auch im Elisenhain. Der Alte Friedhof macht keine Ausnahme, da es hier mehrere monolithische Denkmäler gibt. Ein sehr extrovertiertes Beispiel, welches durch seine außergewöhnliche Gestalt und durch seinen Entstehungshintergrund unter der Masse von Findlingsgräbern deutlich hervorsticht, ist das Grab für den Greifswalder Professor der Erdkunde und Gründer der Pommerschen Geographischen Gesellschaft, Rudolf Credner (1850–1908). Auf einem niedrigen Sockel erhebt sich ein großer, annähernd rechteckiger Granitblock, welcher die Inschriftentafel trägt. Der Stein zeichnet sich durch seine außergewöhnliche Gestalt und interessante Maserung aus. Dieses Monument bietet sich für eine Überprüfung der eingangs kurz skizzierten Thesen zum Zusammenhang von Funktion, Form und Sinngehalt von Grabdenkmälern an. So sind sich die Herausgeber der Publikation „Grab – Kult – Memoria“ einig, dass:
„Grabdenkmäler und ihre unterschiedlichen Formen der Memoria nicht allein rückwärts gewandt zu verstehen sind, sondern darüber hinaus vielmehr zukunftsorientiert, den Hinterbliebenen der Verstorbenen in ganz unterschiedlicher Weise dienend“
Es soll – wenn die Annahme richtig ist – Credner mit diesem Monument also nicht nur gedacht werden, sondern gleichsam wird mit der Form des Denkmals ein „Image“ des Verstorbenen kreiert, das die Nachwelt in ihrem Urteil über Credner prägen soll. Der Monolith könnte also einerseits als Verweis auf den Beruf des Verstorbenen zurückzuführen sein, andererseits gelingt es damit, suggestiv auf die Verdienste des Professors hinzuweisen, schließlich hat sich Credner um die geologische und geographische Erforschung der Region verdient gemacht. Der Stein ist also als das Objekt des Credner’schen Forschungsdrangs zu sehen, im übertragenen wie im tatsächlichen Sinn. Aber noch eine zweite Ebene könnte mit der Wahl eines Monoliths tangiert worden sein. In Credners Tätigkeiten fällt die Errichtung einer Findlingsanlage nach prähistorischem Vorbild im nördlichen Teil der Greifswalder Wallanlagen, unweit des alten Klinikkomplexes. Es ging dabei nicht nur um heimatkundlich-historische Untersuchungen, sondern ebenso um einen Verweis auf eine mythische, verklärte und überhöhte Frühzeit der pommerschen Region. Bei der Findlingsgruppe am Wall entstand eine germanische Architektursprache, die betont archaisch geformt war und damit völkisch-nationale Inhalte transportieren sollte, ohne dass man diesbezüglich auf die Neo-Stile des Historismus zurückgreifen wollte. Vor dieser Folie erhält das Grabmal Credners eine lokalpolitisch-ideologische Färbung, welche mit ihrer sinnfälligen Gestaltung und dem Verweis auf das Motiv des eiszeitlichen Findlings die Stellung des Verstorbenen in der Gesellschaft, seine beruflichen Ambitionen und seine konservative, deutsch-nationale Grundhaltung in künstlerischen Fragen deutlich macht. Mit der Wahl eines Findlings zur Gestaltung seiner Grabstätte brach Credner einerseits eine lokale Tradition in der Sepulkralkunst, für welche die klassizistischen Erbbegräbnisse genauso wie die Obelisken und die gusseisernen Kreuze stehen, reihte sich aber andererseits in eine neuartige Formensprache in der Bau- und Denkmalskunst des späten Kaiserreichs ein, die sich in Greifswald unter anderem an der Bismarcksäule auf dem Epistelberg (1900) nach Entwürfen von Wilhelm Kreis exemplifizierte. Erwähnenswert ist das Grabmal Credners auch deswegen, weil es der Zeit der sog. „Friedhofsreform“ des frühen 20. Jahrhunderts vorausgeht – nur wenige Jahre nach der Errichtung des Steins sollte diese Form des Grabdenkmals von den Reformern strikt abgelehnt werden. Ob diese Haltung sich auch bei den Greifswalder Monumenten bemerkbar machte – schließlich hatte man hier um 1900 einen großen Fundus an Findlingsdenkmälern errichtet – kann an dieser Stelle nicht geklärt werden.
Zu einem ähnlichen Befund hinsichtlich des Zusammenhangs von weltanschaulichen Positionen und formaler Grabmalsgestaltung würde gewiss auch die Analyse eines weiteren Findlings führen, der 1934 für den Heimatforscher Robert Holstein (1862–1934) aufgestellt wurde. Dieser Stein wurde nur an seiner Vorderseite grob bearbeitet und dann direkt mit der Widmung versehen, so dass er damit noch martialischer wirkt. Form und Sinngehalt des Grabmals gehen wieder eine Einheit an, wieder kann aufgrund der Gestalt des Grabmals über die Position des Verstorbenen und seine Ansprüche debattiert werden. Da es den Rahmen dieser Arbeit sprengen würde, sei hier nur der Hinweis erlaubt, dass schon allein aufgrund der Wahl des Materials und eines Monoliths das Grab Holsteins in eine ähnliche Richtung wie das von Rudolf Credner geht – der Akzent liegt auf der Betonung des urwüchsig-groben, des alten und festen Steins, der schon seit Urzeiten in Pommern lag, es wird damit auf eine lokale, betont konservativ-nationale Denkmalstradition angespielt, weswegen man absichtsvoll auf eine so grobe und harte Form eines Gesteinsblocks zurückgriff.
Den langen Fortbestand solcher Assoziationen erweist der erst 1996 errichtete Gedenkstein der Pommerschen Landsmannschaft für die „Gefallenen und Opfer von Flucht und Vertreibung des 2. Weltkrieges“, so die Inschrift des Denkmals. Noch fast 100 Jahre nach der Einweihung des Grabmals für Rudolf Credner gelten Monolith und Findling als heimatliches, bodenständiges und fest mit der Region verwachsenes Objekt, welches sich damit vorzüglich zur Gestaltung von Denkmälern und Gräbern eignet. Es braucht keine aufwendigen ikonografischen Konzepte und auch keine anspruchsvolle künstlerische Gestaltung, um die Aufgabe des Monuments zu verdeutlichen; wir haben es hier tatsächlich mit einer sehr „sprechenden“ Form zu tun, einer Form, die bestimmte Bedeutungen und klar artikuliert und beinahe unmissverständlich dem Rezipienten verdeutlichen kann. So ergänzt die urwüchsige, mit der Scholle verbundene Gestalt des Findlings die Widmung des Denkmals.

### Andere Grabmalsformen auf dem Alten Friedhof

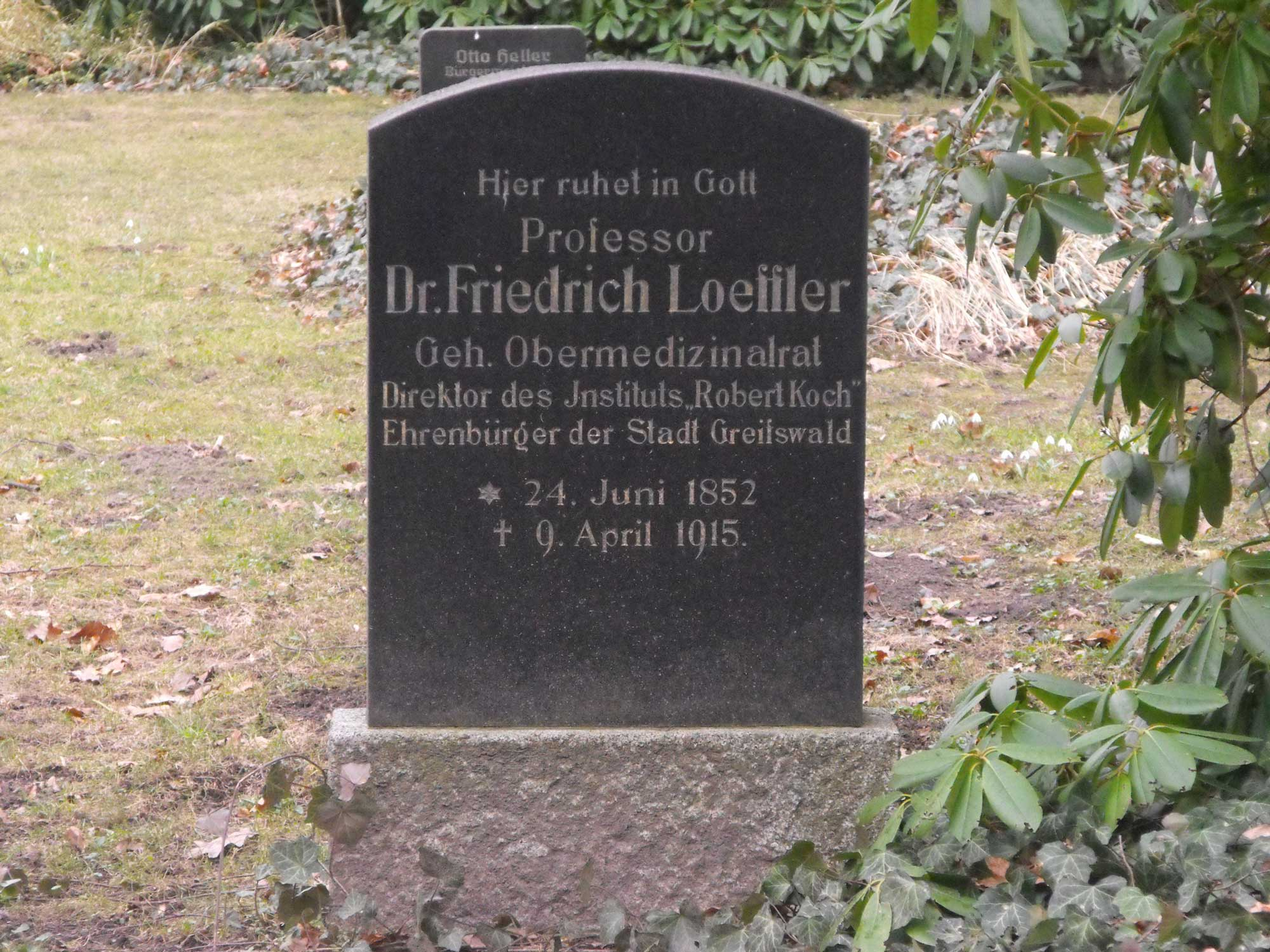
Grabmal Friedrich Loefflers

Einer der berühmtesten Greifswalder Forscher ist sicherlich Friedrich Loeffler (1852–1915). Er gründete das noch heute bestehende Friedrich-Loeffler-Institut auf Riems bei Greifswald, das erst 1952 diesen Namen erhielt. Loeffler starb in Berlin, seine Leiche wurde posthum nach Greifswald überführt und hier bestattet. Obwohl es seit Ende des 19. Jahrhunderts einen Neuen Greifswalder Friedhof gab, wurde Loeffler hier – zwischen anderen bekannten und wichtigen Persönlichkeiten der Stadt – begraben und damit in eine Traditionslinie mit ihnen gesetzt. Das Andenken an den Virologen sichert ein sehr schlichter, schwarzer Grabstein auf niedrigem Sockel. Von allen bisher besprochenen Beispielen ist das Loeffler-Grabmal das einfachste in Gestalt und Form, denn selbst der Findling für Robert Holstein ist durch seine grobe Gestalt auffälliger. Bei Friedrich Loeffler ergibt sich also ein Widerspruch zwischen der tatsächlichen Bedeutung dieser wahrhaft wichtigen Persönlichkeit der Medizin und seinem anspruchslosen Grab. Damit gilt hier ausnahmsweise nicht, was Birgit Emich als Forderung formulierte: „Für die Kunstgeschichte könnte es sich lohnen, stärker als bisher den Einfluss zu bedenken, den das Amt des Bestatteten auf die Gestaltung seines Grabmals in Wort und Bild ausübte“. Denn im betont schlichten Stil des Denkmals für Loeffler sind meines Erachtens in keiner Weise seine Verdienste ablesbar, vielmehr ist hier das genaue Gegenteil der Fall. Weshalb das Loefflersche Denkmal jedoch so bescheiden und damit konträr zu den bisher zitierten Äußerungen steht, ist nicht bekannt.
Das Grabmal der Familie Vogt entstand in den 1920er Jahren und steht für die einsetzende Rezeption strenger, klassizistischer Gestaltungsmodi in der Denkmalskunst der Weimarer Republik. Das Denkmal für Elsbeth (1855–1921) und Ernst Vogt (1848–1925) ist dreiteilig aufgebaut. Die Basis bildet ein breit gelagerter Sockel aus kleineren Blöcken, die mit T-förmigen Pfeilern wechseln. Zentriert dadurch ist die Grabstele aus grauem Gestein, welche nur sehr sparsam bearbeitet wurde. Hier tauchen nun überhaupt keine Ornamentformen oder sonstige Dekorierungen auf. Einzig und allein eine breite Vertiefung am Halsbereich der Stele und die darauf ansetzende Deckplatte sorgen für eine gewisse Gliederung in der Horizontalen des sonst sehr massiv und schwer wirkenden Monuments. Ein Vergleich zu zeitgenössischen Gräbern wichtiger Personen, vor allem dem Grab Gustav Stresemanns auf dem Luisenstädtischen Friedhof in Berlin, geschaffen 1929–1930 von Hugo Lederer, könnte ähnliche Gestaltungsmodi des Neoklassizismus aufzeigen.
Einige Fragen wirft auch das Grabmal der Familie Nitzelnadel auf, zumal es nur noch in einem rudimentären Zustand auf uns gekommen ist. Vermutlich stammt es aus den späten 1920er Jahren. Verwendet als Material für das Grabmal wurde ein Kalkstein, der in seiner Farbgebung und Konsistenz an Travertin erinnert. Das Denkmal ist aus drei Zonen zusammengesetzt. Die Basis bildet ein nach oben hin breiter werdender Unterbau mit den aufgelegten, metallenen Inschriften. Treppenförmig abgestufte und schmälere Aufsätze, der mittlere mit einer charakteristischen Bänderung aus Zickzacklinien, bereiteten früher den vertikalen Abschluss des Grabmals vor, der nicht erhalten ist. Festzuhalten bleibt, dass das Grabmal der Familie Nitzelnadel als Scheinsarkophag ausgebildet worden ist. Man spricht in diesem Fall von einem Kenotaphen, weil die Gebeine der Toten unterirdisch ruhen, das Grabmal jedoch als sargähnliches Gebilde gestaltet wurde. Ähnlich wie beim Grab der Familie Vogt und bei dem weiter unten erläuterten Denkmal für Max Fleischmann dominieren in der Greifswalder Grabmalskunst der späten 1920er und frühen 1930er Jahre neoklassizistische Gestaltungsformen.
Das Denkmal für Max Fleischmann (1877–1935), Bürgermeister der Stadt Greifswald von 1917 bis 1935, ist für den Alten Greifswalder Friedhof eine außergewöhnliche Erscheinung und wurde bis heute nicht von der lokalen Kunstgeschichtsschreibung gewürdigt. Die Grundform, auf welche das gesamte Grab mit all seinen Bestandteilen zurückzuführen ist, ist das Rechteck. Sowohl die ausgelegten Bodenplatten als auch der senkrechte Grabstein haben Rechteckformen. Das Grundstück des Grabes wurde mit unterschiedlich großen und in regelmäßigen Rhythmus angeordneten Pflastersteinen ausgelegt. Dabei bilden jeweils vier große Platten in den vier Winkeln des Quadrats die Begrenzung der Binnenform aus kleineren Steinen. Sie sind als Kreuz mit vier gleich langen Armen ausgebildet, also als ein griechisches Kreuz. In der Mitte des Kreuzes ragt die Stele aus unbearbeiteten und grauem Gestein mit der Dedikationsinschrift auf. Im Hintergrund spürt man dabei immer noch die Formen von Obelisk und Pylon, auch wenn das Grab Fleischmanns in seiner starken Geometrisierung der Formen nur einen leichten Nachklang der klassizistischen Sepulkralkunst bildet. Mittig auf dem Grab steht ein gusseisernes – lateinisches – Kreuz, wodurch wieder die Form des Bodenmusters aufgegriffen wird. Max Fleischmanns Amtszeit war durch die Etablierung einer betont funktionalen und sachlichen Architektursprache in Greifswald geprägt, welche sich nicht mehr den Formen des Historismus bediente, sondern auf den künstlerischen und ästhetischen Vorstellungen des Dessauer Bauhauses beruhte. Fleischmann förderte die Errichtung von Sozialwohnungen, auf verwandten künstlerischen Gestaltungsprinzipien beruht auch sein Grabmal. Es entsteht der Eindruck, als ob sich Max Fleischmann in Gestalt seines Grabmals als Förderer und Freund der (Bau-)Kunst der Klassischen Moderne der 1920er Jahre zu erkennen geben wollte.

## Gräber bekannter Persönlichkeiten
- Rudolf Credner (1850–1908), Geograph und Geologe
- Fritz Curschmann (1874–1946), Historiker und Geograph
- Carl Gesterding (1774–1843), Greifswalder Bürgermeister, Historiker
- Eduard von der Goltz (1870–1939), lutherischer Theologe
- Gabriel Peter von Haselberg (1763–1838), Präsident des Oberappellationsgerichts Greifswald
- Lorenz Wilhelm von Haselberg (1764–1844), Mediziner
- Hugo Helfritz (1827–1896), Greifswalder Bürgermeister
- Rolf Keilbach (1908–2001), Entomologe und Zoologe
- Gottfried Kosegarten (Orientalist) (1792–1860), Sprachforscher
- Paul Krabler (1841–1907), Mediziner, Gründer der Greifswalder Universitätskinderklinik
- Bruno Kress (1907–1997), Philologe und Übersetzer
- Max Lenz (1850–1932), Historiker
- Friedrich Loeffler (1852–1915) Mediziner, Bakteriologe
- Johannes Luther (1861–1954), Germanist, Leiter der Greifswalder Universitätsbibliothek
- Friedrich Mosler (1831–1911), Internist und Hochschullehrer
- Theodor Pyl (1826–1904), Historiker
- Friedrich Christian Rosenthal (1780–1829), Anatom
- Karl von Scheven (1882–1954), Bischof der Pommerschen Evangelischen Kirche
- Karl Schildener (1777–1843), Rechtshistoriker
- Richard Schmidt (Politiker, 1882) (1882–1946), Bürgermeister von Greifswald (Gedenkstein)
- Anne Lise Schubel (1907–1988), Anatomin
- Ferdinand Sommer (1829–1902), Professor und Direktor des Anatomischen Instituts
- Paul Strübing (1852–1915), bekannter Arzt und Hochschullehrer
- Rudolf Stundl (1897–1990), Tapiserist, Erfinder der Pommerschen Fischerteppiche
- Wilhelm Titel (1784–1862), Maler, Universitätszeichenlehrer
- Alfons Maria Wachsmann (1896–1944), Theologe, Widerstandskämpfer gegen den Nationalsozialismus
- Christian Ehrenfried Weigel (1748–1831), Botaniker
- Johann Christoph Ziemssen (1747–1824), Generalsuperintendent für Vorpommern